# Беркос Михайло Андрійович
Миха́йло Андрі́йович Бе́ркос (3 вересня 1861, Одеса — 20 грудня 1919, Харків) — український художник грецького походження. Працював переважно в жанрі пейзажу, зазнавши помітного впливу європейського імпресіонізму. Писав олією й аквареллю. У своїх роботах часто звертався до теми української природи.

## Біографія
Народився 3 вересня 1861 року в Одесі. Батько — підданий Греції Андрій Гнатович Беркос — служив у фірмі «Белліно-Фендер», мати — Марфа Іванівна — походила з російського дворянського роду. Сім'я жила у власному будинку на Пушкінській.
Михайло Беркос вивчав живопис спочатку в Одеській художній школі, яку закінчив у 1877 році. Потім продовжив свою освіту в Петербурзькій академії мистецтв, де навчався з 1878 по 1889 рік у майстерні Михайла Клодта та Володимира Орловського. Отримав малі і великі срібні медалі (1884—1886), малу золоту медаль за картину «Вид на один з найстаріших парків Санкт-Петербурга» (1887), велику золоту медаль за полотно «Пейзаж. Ліс на болоті» (1888). Під час канікул разом з друзями-художниками приїжджав у Харків, малював пейзажі, зокрема етюд «Повні маки» (1885). У 1889 році закінчив академію із званням класного художника першого ступеня і правом на закордонну подорож казенним коштом (пенсіон).
З 1890 по 1893 рік як пенсіонер академії Беркос подорожував Європою, вивчаючи живопис музеїв Франції, Німеччини, Іспанії, Італії, Швейцарії. Багато писав, удосконалювався в техніці малювання, зазнав впливу імпресіонізму та пленерного живопису. Після закінчення пенсіонерського строку Беркос деякий час жив у Санкт-Петербурзі, представляв свої картини на виставках товариств художників.

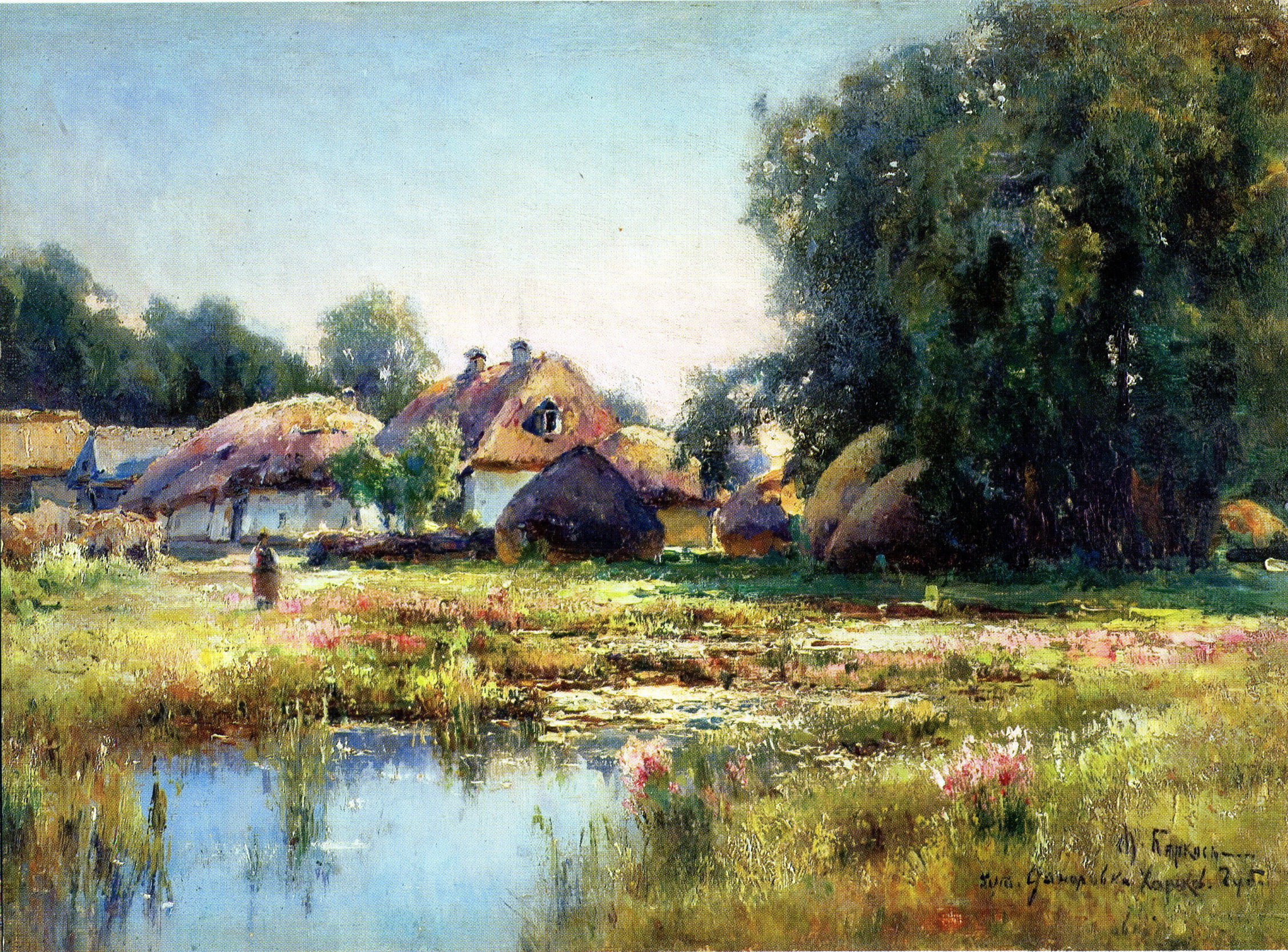
«На хуторі. Мала Данилівка» (1903), полотно на картоні, олія, 23,9х33,9

У другій половині 1890-х років переїхав до Харкова. Жив у передмісті Мала Данилівка із вдовою генерала Марією Рейніке. Там він писав етюди, з яких збереглися «Парники» (1895) і «Пейзаж з церквою» (1897). З 1904 року викладав у харківській школі малювання.
З ініціативи Беркоса в 1912 році було відкрито Харківське художнє училище, де до 1917 року він був одним з провідних викладачів. Багато зусиль доклав Беркос до збагачення колекції першого в Україні художньо-промислового музею. На початку 1900-х працював у Харківському літературно-художньому гуртку. Як голова Товариства харківських художників з 1906 року проводив велику роботу з популяризації українського живопису. У 1907 році брав участь в оформленні інтер'єрів будинку Полтавського земства у стилі українського модерну.
У 1900 році експонувався на Всесвітній виставці в Парижі. У 1906 і 1908 роках в Харкові відбулися персональні виставки Беркоса, а в 1911-му в Києві пройшла виставка творів харківських художників Сергія Васильківського і Михайла Беркоса. Помер від епідемічного висипного тифу 20 грудня 1919 року в Харкові.

## Виставки

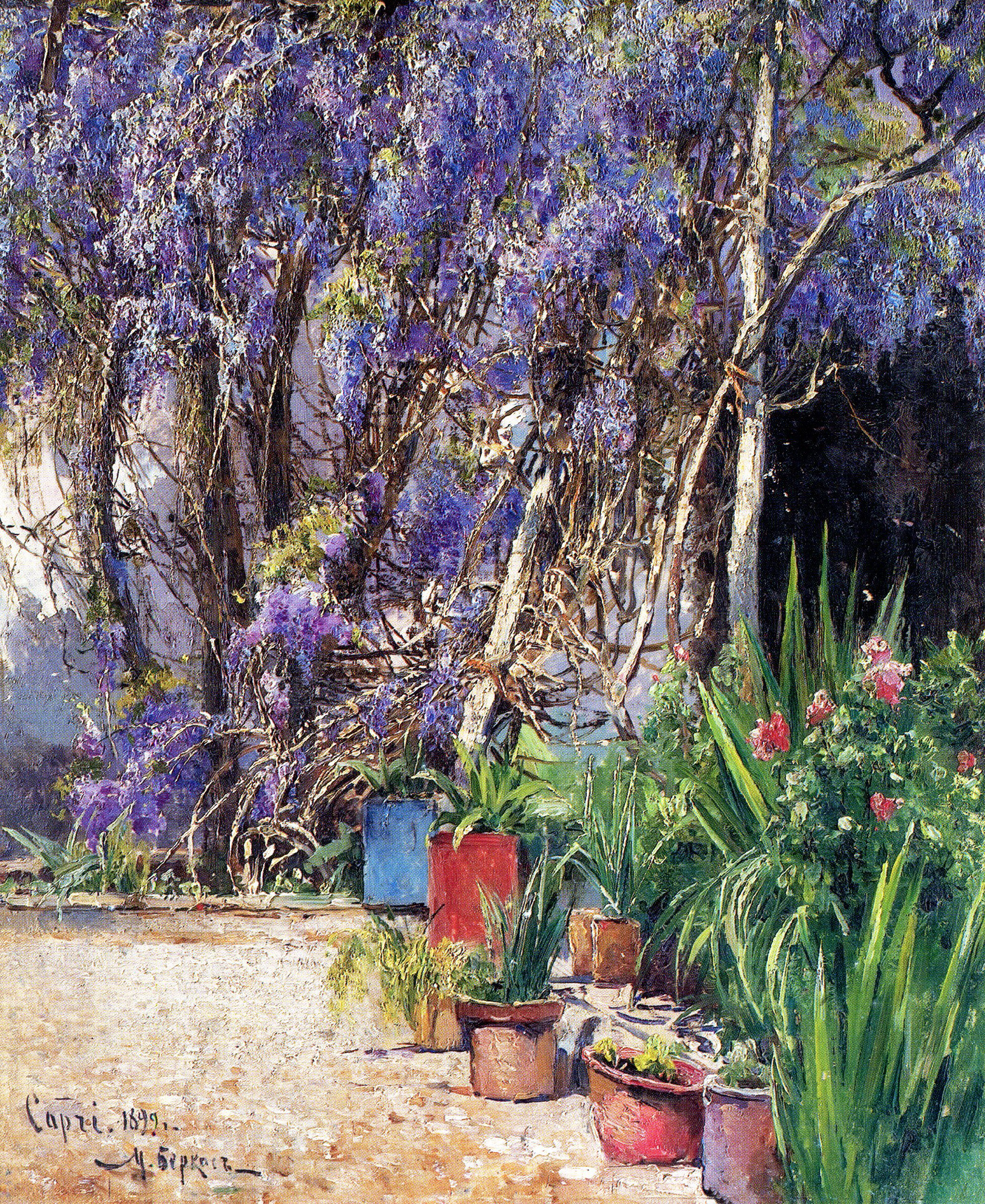
«Капрі» (1899), дерево/олія, 41х34

Роботи Беркоса були представлені на виставках-конкурсах і виставках-продажах Академії мистецтв (1890, 1892—1894 роки), Санкт-Петербурзького товариства художників (1894—1903), товариств російських акварелістів (1894—1898, 1900—1905, 1907, 1910, 1914), південноросійських художників, харківських художників (1893, 1894, 1912, 1914—1917), Всеросійській виставці в Нижньому Новгороді (1896), Всесвітній виставці в Парижі (1900).
Прижиттєві персональні виставки художника організовувалися в 1906 і 1908 роках (Харківський художньо-промисловий музей), в 1911 році в Києві пройшла виставка картин Сергія Васильківського та Михайла Беркоса.
У жовтні 1938 року харківська Державна картинна галерея виставила для огляду громадськості близько 120 картин, створених художником в 1890—1919 роках. У Харківському художньому музеї влаштовували виставки його картин в 1962, 1990 і 1996 роках. На виставці «Видатні майстри українського пейзажу» в 1990 році були представлені 28 живописних і 3 графічні роботи з фондів музею та приватних колекцій.

## Творчість

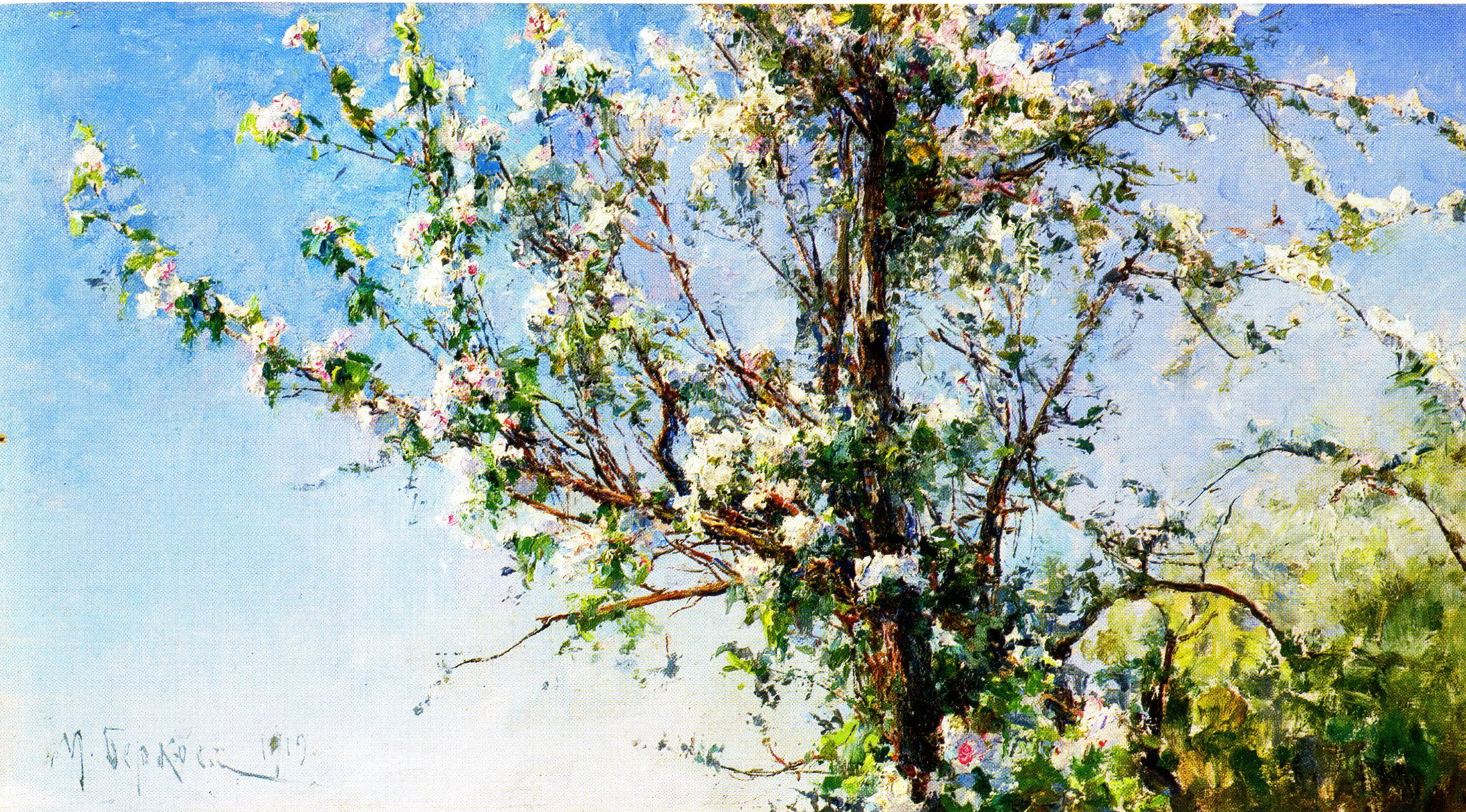
«Яблуня цвіте» (1919 рік), дерево, олія, 23,5х43,8

Майже вся творчість (350 полотен і етюдів) Беркоса, що зберігалася у нього вдома, після його смерті була спалена його дружиною. Однак його роботи збереглися в музейних фондах Харкова, Києва, Москви, Санкт-Петербурга, Ульяновська, Ставрополя, Алупки, Північної Осетії, Німеччини, Франції та Швейцарії.
Основною темою мистецтва художника протягом усього його творчого шляху був український пейзаж, специфічні особливості природи, характер рослинності. Беркос любив писати при буйному цвітінні. Сільські вулички з білими будинками і пишними деревами, квітучі поля льону та гречки — його улюблені мотиви: полотна «Льон цвіте» (1893 рік), «Гречка цвіте» (1894), «Липень. Маки розквітають» (1913), «Яблуня цвіте» (1919). Його етюди «Повні маки» (1885), «Долина», «Льон» (1893) відзначені завершеністю, продуманістю композиції, свіжістю колориту, особливою вишуканістю.
Створені художником пейзажі «Рим», «Сорренто» (1899 рік) набувають романтичного забарвлення минулих часів завдяки відтворенню чистої синяви неба, яскравого сонячного світла, багатої кольоровими відтінками зелені високих дерев, плавного емалеподібного живопису. Етюд «Гавань. Амальфі» (1899) створено у легкій імпровізаційній манері, це нарядний живопис, просочений динамічним рухом.
Колірний лад пейзажу «Зима» (1907 рік), написаного на Полтавщині, витриманий в біло-блакитній гамі з рожевими відблисками з підкресленою декоративністю. В його пейзажах показ звичайного куточка, насамперед Слобожанщини, перетворюється в узагальнений образ України. У творі «Вулиця в Умані» (1895) з великою достовірністю відображена картина провінційного українського містечка, його курні дороги, криві вулички, похилені будинки і куполи церков.